# 細絲魮
細絲魮（学名：Labeobarbus micronema）为輻鰭魚綱鯉形目鲤科的其中一種，分布於非洲喀麥隆南部，體長可達17.9公分，棲息在中底層水域，可做為食用魚。